# Хронологія поширення COVID-19 (вересень 2022)
Стаття описує поширення коронавірусу тяжкого гострого респіраторного синдрому-2, що спричинив спалах коронавірусної хвороби 2019, у вересні 2022 року. Уперше хвороба була зареєстрована в місті Ухань у КНР у грудні 2019 року.

## Хронологія пандемії

### 1 вересня
- Малайзія повідомила про 2356 нових випадків хвороби, загальна кількість випадків зросла до 4784980. Зареєстровано 1875 одужань, загальна кількість одужань зросла до 4717292. Повідомлено про 9 нових смертей, кількість померлих зросла до 36225.[1]
- Канада повідомила про 9420 нових випадків і 152 нових смерті.
- Нова Зеландія повідомила про 2211 нових випадків хвороби, загальну кількість випадків зросла до 1743042. Зареєстровано 2884 одужання, загальна кількість одужань зросла до 1726116. Зареєстровано 15 смертей, кількість померлих зросла до 1908.[2]
- У Сінгапурі повідомили про 2044 нових випадки хвороби, загальна кількість випадків зросла до 1841288. Повідомлено про одну нову смерть, внаслідок чого кількість померлих зросла до 1593.[3]

### 2 вересня
- Японія повідомила про 153313 нових випадків за добу, перевищивши поріг у 19 мільйонів випадків хвороби, загальна кількість випадків зросла до 19092657.[4]
- Канада повідомила про 3649 нових випадків хвороби і 43 нових смерті.
- Малайзія повідомила про 2328 нових випадків хвороби, внаслідок чого загальна кількість випадків досягла 4787308. Зареєстровано 2618 одужань, загальна кількість одужань зросла до 4719910. Зареєстровано 9 смертей, що довело кількість загиблих до 36 234 осіб.[5]
- Нова Зеландія повідомила про 1902 нові випадки хвороби, загальна кількість випадків зросла до 1744937. Зареєстровано 2481 одужання, загальна кількість одужань зросла до 1728597. Зареєстровано 2 смерті, кількість померлих зросла до 1910.[6]
- Сінгапур повідомив про 1948 нових випадків хвороби, внаслідок чого загальна кількість випадків досягла 1843236. Повідомлено про одну нову смерть, внаслідок чого кількість померлих зросла до 1594.[7]

### 3 вересня
- Японія повідомила про 347 нових смертей за добу, що є найбільшим показником смертності, починаючи з початку пандемії, внаслідок чого загальна кількість смертей досягла 40545.[8]
- Канада повідомила про 661 новий випадок хвороби і 4 нові смерті.
- У Малайзії повідомили про 2244 нові випадки хвороби, загальна кількість випадків зросла до 4789552. Зареєстровано 3202 одужання, загальна кількість одужань зросла до 4723112. Зареєстровано 9 смертей, кількість померлих зросла до 36243.[9]
- Нова Зеландія повідомила про 1709 нових випадків хвороби, загальна кількість випадків зросла до 1746640. Зареєстровано 2270 одужань, загальна кількість одужань зросла до 1730867. Повідомлено про 5 смертей, кількість померлих зросла до 1915.[10]
- Сінгапур повідомив про 1549 нових випадків хвороби, внаслідок чого загальна кількість випадів досягла 1844785.[11]

### 4 вересня
- У Малайзії повідомили про 1904 нових випадки хвороби, загальна кількість випадків досягла 4791456. Зареєстровано 3138 одужань, загальна кількість одужань зросла до 4726250. Зареєстровано 2 смерті, кількість померлих зросла до 36245.[12]
- Канада повідомила про 474 нових випадки хвороби та 5 нових смертей.
- Нова Зеландія повідомила про 1103 нові випадки хвороби, загальна кількість випадків зросла до 1747739. Зареєстровано 1463 одужання, загальна кількість одужань зросла до 1732330. Кількість померлих залишилася на рівні 1915.[13]
- Сінгапур повідомив про 1309 нових випадків хвороби, загальна кількість випадків зросла до 1846094.[14]

### 5 вересня
- Малайзія повідомила про 1486 нових випадків хвороби, внаслідок чого загальна кількість випадків досягла 4792942. Зареєстровано 2897 одужань, загальна кількість одужань зросла до 4729147. Зареєстровано 4 смерті, кількість померлих зросла до 36249.[15]
- Канада повідомила про 446 нових випадків хвороби і одну нову смерть.
- Нова Зеландія повідомила про 1401 новий випадок хвороби, загальна кількість випадків зросла до 1749139. Зареєстровано 1693 одужання, загальна кількість одужань зросла до 1734023. Кількість померлих залишилася на рівні 1915.[16]
- Сінгапур повідомив про 1176 нових випадків хвороби, внаслідок чого загальна кількість випадків досягла 1847270. Повідомлено про 2 нові смерті, внаслідок чого кількість померлих зросла до 1596.[17]

### 6 вересня
- Малайзія повідомила про 2067 нових випадків хвороби, загальна кількість випадків зросла до 4795009. Зареєстровано 2279 одужань, загальна кількість одужань зросла до 4731426. Зареєстровано 6 смертей, кількість померлих зросла до 36255.[18]
- Нова Зеландія повідомила про 2149 нових випадків хвороби, внаслідок чого загальна кількість випадків досягла 1751284. Зареєстровано 2556 одужань, загальна кількість одужань зросла до 1736579. Повідомлено про 18 смертей, кількість померлих зросла до 1933.[19]
- Сінгапур повідомив про 2745 нових випадків хвороби, внаслідок чого загальна кількість випадків досягла 1850015.[20]

### 7 вересня
Щотижневий звіт ВООЗ:
- Малайзія повідомила про 2428 нових випадків хвороби, внаслідок чого загальна кількість випадків досягла 4797437. Зареєстровано 2673 одужання, загальна кількість одужань зросла до 4734099. Зареєстровано 7 смертей, кількість померлих зросла до 36262.[22]
- Нова Зеландія повідомила про 1905 нових випадків хвороби, внаслідок чого загальна кількість випадків досягла 1753182. Зареєстровано 2336 одужань, загальна кількість одужань зросла до 1738915. Зареєстровано 6 смертей, кількість померлих зросла до 1939.[23]
- Сінгапур повідомив про 2271 новий випадок хвороби, загальна кількість випадків зросла до 1852286. Повідомлено про 5 нових смертей, кількість померлих зросла до 1601.[24]

### 8 вересня
- Канада повідомила про 7008 нових випадків хвороби і 111 нових смертей.
- Італія повідомила про 17550 нових випадків хвороби за добу, перевищивши загальну кількість випадків у 22 мільйони, кількість випадків зросла до 22004612. Повідомлено про 89 нових смертей, кількість померлих зросла до 176098.[25]
- Малайзія повідомила про 2226 нових випадків хвороби, внаслідок чого загальна кількість випадків досягла 4799663. Було повідомлено про 1894 одужання, загальна кількість одужань зросла до 4735993. Зареєстровано 8 смертей, кількість померлих зросла до 36270.[26]
- Нова Зеландія повідомила про 1742 нові випадки хвороби, загальна кількість випадків зросла до 1754905. Зареєстровано 2198 одужань, загальна кількість одужань зросла до 1741113. Зареєстровано 2 смерті, кількість померлих зросла до 1941.[27]
- Сінгапур повідомив про 2169 нових випадків хвороби, внаслідок чого загальна кількість випадків досягла 1854455.[28]

### 9 вересня
- Малайзія повідомила про 1990 нових випадків хвороби, внаслідок чого загальна кількість випадків досягла 4801653. Зареєстровано 2016 одужань, загальна кількість одужань зросла до 4738009. Зареєстровано 4 смерті, кількість померлих зросла до 36274.[29]
- Канада повідомила про 3320 нових випадків хвороби і 54 нових смерті.
- Нова Зеландія повідомила про 1548 нових випадків хвороби, внаслідок чого загальна кількість випадків досягла 1756443. Зареєстровано 1884 одужання, загальна кількість одужань зросла до 1742997. Зареєстровано 3 смерті, кількість померлих зросла до 1944.[30]
- Сінгапур повідомив про 2218 нових випадків хвороби, внаслідок чого загальна кількість випадків досягла 1856673. Повідомлено про одну нову смерть, внаслідок чого кількість померлих зросла до 1602.[31]

### 10 вересня
- Японія повідомила про 99491 новий випадок хвороби за добу, що перевищило 20 мільйонів випадків, загальна кількість випадків зросла до 20000273.[32]
- Канада повідомила про 637 нових випадківхвороби і 8 нових смертей.
- Малайзія повідомила про 1971 новий випадок хвороби, загальна кількість випадків зросла до 4803624. Зареєстровано 2389 одужань, загальна кількість одужань зросла до 4740398. Зареєстровано 3 смерті, кількість померлих зросла до 36277.[33]
- Нова Зеландія повідомила про 1477 нових випадків хвороби, внаслідок чого загальна кількість випадків досягла 1757913. Зареєстровано 1701 одужання, загальна кількість одужань зросла до 1744698. Зареєстровано 6 смертей, кількість померлих зросла до 1950.[34]
- У Росії кількість випадків COVID-19 перевищила 20 мільйонів.[35]
- У Сінгапурі повідомили про 1824 нові випадки хвороби, загальна кількість випадків зросла до 1858497.[36]
- У Сполучених Штатів Америки кількість випадків хвороби перевищила 97 мільйонів.[37]

### 11 вересня
- У Малайзії повідомили про 1483 нових випадки хвороби, загальна кількість випадків зросла до 4805107. Зареєстровано 2090 одужань, загальна кількість одужань зросла до 4742488. Зареєстровано 3 смерті, кількість померлих зросла до 36280.[38]
- Нова Зеландія повідомила про 981 новий випадок хвороби, загальна кількість випадків зросла до 1758884. зареєстровано 1156 одужань, загальна кількість одужань зросла до 1745854. Кількість померлих залишилася на рівні 1950.[39]
- Сінгапур повідомив про 1440 нових випадків хвороби, внаслідок чого загальна кількість випадків досягла 1859937.[40]
- Південна Корея повідомила про 2814 нових випадків хвороби, перевищивши 24 мільйони випадків загалом, загальна кількість випадків зросла до 24004887.[41]
- Американська актриса Ліа Мішель отримала позитивний результат тесту на COVID-19, і пропустила решту шоу «Funny Girl».[42]

### 12 вересня
- Малайзія повідомила про 1847 нових випадків хвороби, внаслідок чого загальна кількість випадків досягла 4806954. Зареєстровано 2148 одужань, загальна кількість одужань зросла до 4744636. Зареєстровано 5 смертей, кількість померлих зросла до 36285.[43]
- Нова Зеландія повідомила про 1230 нових випадків хвороби, загальна кількість випадків зросла до 1760113. Зареєстровано 1335 одужань, загальна кількість одужань зросла до 1747189. Кількість померлих залишилася на рівні 1950.[44]
- У Сінгапурі повідомили про 1453 нові випадки хвороби, загальна кількість випадків зросла до 1861390.[45]

### 13 вересня
- У Малайзії повідомили про 1942 нові випадки хвороби, загальна кількість випадків зросла до 4808896. Зареєстровано 2276 одужань, загальна кількість одужань зросла до 4746912. Зареєстровано 6 смертей, кількість померлих зросла до 36291.[46]
- Нова Зеландія повідомила про 2019 нових випадків хвороби, внаслідок чого загальна кількість випадків досягла 1762125. Зареєстровано 2128 одужань, загальна кількість одужань зросла до 1749317. Зареєстровано 12 смертей, кількість померлих зросла до 1962.[47]
- У Сінгапурі повідомили про 3352 нові випадки хвороби, загальна кількість випадків зросла до 1864742.[48]

### 14 вересня
Щотижневий звіт ВООЗ:
- Австрія перевищила поріг у 5 мільйонів випадків COVID-19.
- Еквадор перевищив показник в 1 мільйон випадків COVID-19.
- Малайзія повідомила про 2431 новий випадок хвороби, загальна кількість випадків зросла до 4811327. Зареєстровано 1820 одужань, загальна кількість одужань зросла до 4748732. Зареєстровано 5 смертей, кількість померлих зросла до 36296.[50]
- Сінгапур повідомив про 2426 нових випадків хвороби, внаслідок чого загальна кількість випадків досягла 1867168. Крім того, серед двох нових смертей була 3-річна дівчинка, внаслідок чого кількість померлих досягла 1604.[48][51]

### 15 вересня
- Малайзія повідомила про 2375 нових випадків хвороби, внаслідок чого загальна кількість випадків досягла 4813702. Повідомлено про 1466 одужань, загальна кількість одужань зросла до 4750198. Зареєстровано 3 смерті, кількість померлих зросла до 36299.[52]
- Канада повідомила про 8011 нових випадків хвороби і 257 нових смертей.
- Сінгапур повідомив про 2423 нові випадки хвороби, загальна кількість випадків зросла до 1869591. Повідомлено про одну нову смерть, кількість померлих зросла до 1605.[48]

### 16 вересня
- Малайзія повідомила про 1977 нових випадків хвороби, внаслідок чого загальна кількість випадків досягла 4815679. Зареєстровано 2018 одужань, загальна кількість одужань зросла до 4752216. Зареєстровано 6 смертей, кількість померлих зросла до 36305.[53]
- Канада повідомила про 3933 нові випадки хвороби та 77 нових смертей.
- Сінгапур повідомив про 2309 нових випадків хвороби, внаслідок чого загальна кількість випадків досягла 1871900.[48]
- ПАР повідомила про перші випадки субваріанту Centaurus.[54]

### 17 вересня
- У Малайзії повідомили про 1572 нові випадки хвороби, загальна кількість випадків зросла до 4817251. Зареєстровано 2695 одужань, загальна кількість одужань зросла до 4754911. Зареєстровано 3 смерті, кількість померлих зросла до 36308.[55]
- Канада повідомила про 614 нових випадків хвороби і 7 нових смертей.
- Сінгапур повідомив про 1847 нових випадків хвороби, внаслідок чого загальна кількістьвипадків досягла 1873747. Повідомлено про 2 нові смерті, в результаті чого кількість померлих зросла до 1607 осіб.[48]
- Індійський крикетист Мохаммед Шамі отримав позитивний результат тесту на COVID-19. Унаслідок цього Умеш Ядав мав замінити його в майбутній серії T20I проти збірної Австралії.[56]

### 18 вересня
- Малайзія повідомила про 1639 нових випадків хвороби, внаслідок чого загальна кількість випадків досягла 4818890. Зареєстровано 2056 одужань, загальна кількість одужань зросла до 4756967. Зареєстровано 4 смерті, кількість померлих зросла до 36312.[57]
- Нова Зеландія повідомила про 9606 нових випадків хвороби за минулий тиждень, загальна кількість випадків зросла до 1769694. Зареєстровано 10949 одужань, загальна кількість одужань зросла до 1758138. Зареєстровано 22 смерті, кількість померлих зросла до 1972.[58]
- Сінгапур повідомив про 1528 нових випадків хвороби, внаслідок чого загальна кількість випадків досягла 1875275.[48]
- Секретар партійної групи Демократичної партії у Сенаті США Теммі Болдвін отримала позитивний тест на COVID-19.[59]

### 19 вересня
- Малайзія повідомила про 1307 нових випадків хвороби, внаслідок чого загальна кількість випадків досягла 4820197. Зареєстровано 1830 одужань, загальна кількість одужань зросла до 4758797. Повідомлено про 5 смертей, кількість померлих зросла до 36317.[60]
- Сінгапур повідомив про 1309 нових випадків хвороби, внаслідок чого загальна кількість випадків досягла 1876584. Повідомлено про одну нову смерть, кількість померлих зросла до 1608.[48]

### 20 вересня
- Малайзія повідомила про 1667 нових випадків хвороби, внаслідок чого загальна кількість випадків досягла 4821864. Зареєстровано 2028 одужань, загальна кількість одужань зросла до 4760825. Зареєстровано 7 смертей, кількість померлих зросла до 36324.[61]
- Сінгапур повідомив про 3222 нові випадки хвороби, загальна кількість випадків зросла до 1879806. Повідомлено про одну нову смерть, кількість померлих зросла до 1609.[62]
- Тайвань повідомив про 44747 нові випадки хвороби, перевищивши показник у 6 мільйонів випадків, загальна кількість випадків зросла до 6043539. Повідомлено про 33 нових смерті, кількість померлих зросла до 10604.[63]
- Південнокорейський актор Лі Чон Че, який зіграв Сон Гі Хуна у фільмі «Гра в кальмара», отримав позитивний результат тестування на COVID-19 після перемоги на премії «Еммі».[64]

### 21 вересня
Щотижневий звіт ВООЗ:
- Малайзія повідомила про 2111 нових випадків хвороби, загальна кількість випадків зросла до 4823975. Зареєстровано 1493 одужання, загальна кількість одужань зросла до 4762318. Зареєстровано 6 смертей, кількість померлих зросла до 36330.[66]
- Сінгапур повідомив про 2508 нових випадків хвороби, внаслідок чого загальна кількість випадків досягла 1882314.[62]
- Німецькі футболісти Мануель Ноєр і Леон Горецка отримали позитивний результат тесту на COVID-19, і мали пропустити майбутні матчі Ліги націй проти Угорщини та Англії.[67]
- Королева Данії Маргрете II вдруге отримала позитивний результат на COVID-19 після відвідування похорону королеви Єлизавети II.[68][69]

### 22 вересня
- У Франції кількість випадків COVID-19 перевищила 35 мільйонів.[70]
- Канада повідомила про 7485 нових випадків хвороби і 114 нових смертей.
- Малайзія повідомила про 2245 нових випадків хвороби, внаслідок чого загальна кількість випадків досягла 4826220. Зареєстровано 1901 одужання, загальна кількість одужань зросла до 4764219. Зареєстровано 12 смертей, кількість померлих зросла до 36342.[71]
- Сінгапур повідомив про 2545 нових випадків хвороби, внаслідок чого загальна кількість випадків досягла 1884859.[62]

### 23 вересня
- Малайзія повідомила про 2070 нових випадків хвороби, загальна кількість випадків зросла до 4828290. Зареєстровано 2009 одужань, загальна кількість одужань зросла до 4766228. Зареєстровано 3 смерті, кількість померлих зросла до 36345.[72]
- Сінгапур повідомив про 2343 нові випадки хвороби, загальна кількість випадків зросла до 1887202.[62]

### 24 вересня
- У Малайзії повідомили про 1924 нових випадки хвороби, загальна кількість випадків зросла до 4830214. Зареєстровано 2360 одужань, загальна кількість одужань зросла до 4768588. Зареєстровано 3 смерті, кількість померлих зросла до 36348.[73]
- Сінгапур повідомив про 2342 нові випадки хвороби, загальна кількість випадків зросла до 1889544. Повідомлено про одну нову смерть, кількість померлих зросла до 1610.[62]
- Генеральний директор компанії «Pfizer» Альберт Бурла вдруге отримав позитивний результат тестування на COVID-19.[74]

### 25 вересня
- Японія повідомила про 40918 нових випадків хвороби за день, перевищивши 21 мільйон випадків загалом, загальна кількість випадків зросла до 21023814.[75]
- Малайзія повідомила про 1608 нових випадків хвороби, внаслідок чого загальна кількість випадків досягла 4831822. Зареєстровано 2352 одужання, загальна кількість одужань зросла до 4770940. Зареєстровано 2 смерті, кількість померлих зросла до 36350.[76]
- Сінгапур повідомив про 1797 нових випадків хвороби, внаслідок чого загальна кількість випадків досягла 1891341.[62]
- Прем'єр-міністр Іспанії Педро Санчес отримав позитивний тест на COVID-19.[77]
- У світі понад 600 мільйонів осіб одужали від COVID-19.

### 26 вересня
- У Німеччині кількість випадків COVID-19 перевищила 33 мільйони.[78]
- Малайзія повідомила про 1186 нових випадків хвороби, внаслідок чого загальна кількість випадків досягла 4833008. Зареєстровано 1690 одужань, загальна кількість одужань зросла до 4772630. Зареєстровано 7 смертей, кількість померлих зросла до 36357.[79]
- Сінгапур повідомив про 1606 нових випадків хвороби, внаслідок чого загальна кількість випадків досягла 1892947. Повідомлено про 5 нових смертей, кількість померлих зросла до 1615.[62]
- Канцлер Німеччини Олаф Шольц отримав позитивний тест на COVID-19.[80]

### 27 вересня
- У Малайзії повідомили про 1552 нові випадки хвороби, загальна кількість випадків зросла до 4834560. Зареєстровано 1684 одужання, загальна кількість одужань зросла до 4774314. Зареєстровано 6 смертей, кількість померлих зросла до 36363.[81]
- Нова Зеландія повідомила про 9809 нових випадків хвороби, загальна кількість випадків зросла до 1779476. Зареєстровано 9522 одужання, загальна кількість одужань зросла до 1767660. Зареєстровано 58 смертей, кількість померлих зросла до 2030.[82]
- Сінгапур повідомив про 4360 нових випадків хвороби, внаслідок чого загальна кількість випадків досягла 1897307. Повідомлено про 2 нові смерті, внаслідок чого кількість померлих зросла до 1617.[62]

### 28 вересня
Щотижневий звіт ВООЗ:
- Малайзія повідомила про 2445 нових випадків хвороби, внаслідок чого загальна кількість випадків досягла 4837005. Зареєстровано 1613 одужань, загальна кількість одужань зросла до 4775927. Зареєстровано 2 смерті, кількість померлих зросла до 36365.[84]
- Сінгапур повідомив про 3454 нові випадки хвороби, загальна кількість випадків зросла до 1900761.[62]

### 29 вересня
- Малайзія повідомила про 1867 нових випадків хвороби, загальна кількість випадків зросла до 4838872. Зареєстровано 1402 одужання, загальна кількість одужань зросла до 4777329. Зареєстровано 4 смерті, кількість померлих зросла до 36369.[85]
- Канада повідомила про 8154 нових випадки хвороби та 103 нові смерті.
- Сінгапур повідомив про 3431 новий випадок хвороби, загальна кількість випадків зросла до 1904192.[86]
- У Сполучених Штатах Америки кількість випадків хвороби перевищила 98 мільйонів.[87]
- Пакистанський крикетист Насім Шах отримав позитивний тест на COVID-19.[88]

### 30 вересня
- Малайзія повідомила про 2007 нових випадків хвороби, внаслідок чого загальна кількість випадків досягла 4840879. Зареєстровано 1407 одужань, загальна кількість одужань зросла до 4778736. Повідомлено про 5 смертей, кількість померлих зросла до 36374.[89]
- Сінгапур повідомив про 3715 нових випадків хвороби, загальна кількість випадків зросла до 1907907. Повідомлено про одну нову смерть, внаслідок чого кількість померлих зросла до 1618.[86]

## Резюме
Станом на кінець вересня лише такі країни та території не повідомляли про випадки зараження SARS-CoV-2:
Азія
- Туркменістан

Океанія
- Токелау